# Aprilie 2013
Acest articol este generat integral pe baza informațiilor din articolul 2013 și este actualizat periodic de un robot.
 Editările făcute în articol vor fi șterse la următoarea actualizare! Dacă doriți să faceți modificări, editați articolul-sursă.

ianuarie -
februarie -
martie -
aprilie -
mai -
iunie -
iulie -
august -
septembrie -
octombrie -
noiembrie -
decembrie
Aprilie 2013 a fost a patra lună a anului și a început într-o zi de luni. 
Aprilie 2013

## Evenimente

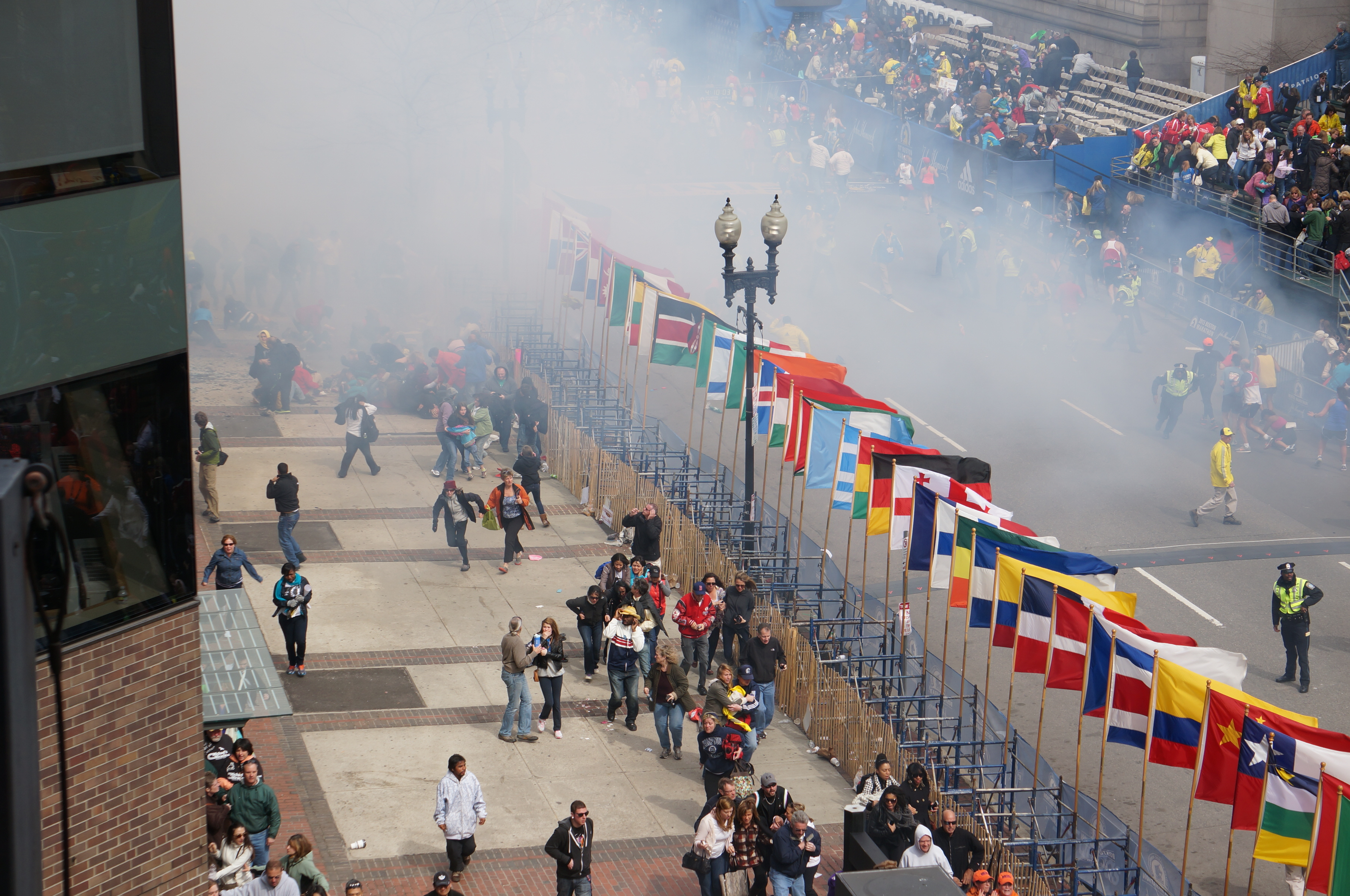
Atentatul la maratonul de la Boston

- 2 aprilie:  Adunarea Generală a Națiunilor Unite adoptă Tratatul privind comerțul cu arme pentru a reglementa comerțul internațional cu arme convenționale.
- 3 aprilie: Armata nord-coreeană a primit acordul de la Parlamentul Nord-Coreean pentru atacul nuclear asupra SUA.
- 5 aprilie: Guvernul nord-coreean anunță că "începând cu 10 aprilie va fi incapabil să garanteze securitatea ambasadelor și organizațiilor internaționale în țară, în eventualitatea unui conflict".
- 5 aprilie: Regina Elisabeta a II-a a Regatului Unit a fost recompensată cu un premiu BAFTA onorific pentru suportul pe care l-a acordat întreaga viață filmului și televiziunilor britanice, fiind declarată totodată și ”cea mai memorabilă fată Bond”, pentru apariția ei alături de Daniel Craig în clipul de promovare a Jocurilor Olimpice de la Londra din 2012.
- 8 aprilie: S-a stins din viață Margaret Thatcher, prima femeie prim-ministru al Marii Britanii.
- 15 aprilie: Atacul cu bombe de la maratonul din Boston - 3 morți și 183 de răniți.
- 16 aprilie: Cutremur în Iran cu magnitudinea de 7,8 grade Richter. Potrivit Russia Today autoritățile din Iran au confirmat 40 de morți în urma cutremurului, citând presa iraniană. Epicentrul a fost la 86 km de Khash, un oraș cu o populație de 56.000 de locuitori.
- 18 aprilie: 14 persoane au murit, iar peste 100 au fost rănite în urma exploziei unei fabrici din Texas.
- 19 aprilie: O rachetă Soyuz a lansat pe orbită o adevărată menajerie de șoareci, șopârle, melci și alte organisme vii pentru a efectua experimente științifice în vederea unui zbor spre Marte. Animalele au rămas pe orbită o lună și au revenit pe Pământ la 18 mai. Toate reptilele au supraviețuit, însă jumătate din șoareci au murit.
- 19 aprilie: Fostul președinte pakistanez Pervez Musharraf a fost arestat preventiv după ce a ieșit din exil.
- 20 aprilie: Giorgio Napolitano a obținut un nou mandat de președinte al Italiei, în cursul unui vot desfășurat în Parlament.
- 20 -21 aprilie: Un sesim de magnitudine 6,7 și o altă replică de 5,4 grade Richter a avut loc în Lushan, din regiunea Sichuan, din China: peste 203 morți și peste 11.500 de răniți.
- 24 aprilie: Bangladesh: Cel puțin 25 de morți și 500 de răniți în urma prăbușirii unei clădiri.
- 28 aprilie: Italia: Focuri de armă au fost trase rănind trei persoane, în fața Palatului Chigi, sediul guvernului, în momentul în care Cabinetul Letta depunea jurământul la Palatul Quirinal, alături de cei 21 de membri ai cabinetului său. Autorul atacului a fost de asemenea rănit.
- 28 aprilie: Violențe în provincia Xinjiang din China: Cel puțin 21 de morți, printre care și polițiști.
- 29 aprilie: Aproximativ 35 de persoane au fost rănite în urma unei explozii produse într-o clădire din centrul orașului Praga.
- 30 aprilie: Regina Beatrix a Olandei a abdicat, iar Willem-Alexander, Prinț de Orania a urcat pe tronul Țărilor de Jos ca regele Willem-Alexander al Olandei. Willem-Alexander este primul rege al Olandei de la moartea stră-stră-bunicului său în 1890, regele Willem al III-lea.

## Decese
- 1 aprilie: Nicolae Martinescu, 73 ani, sportiv român (lupte greco-romane), (n. 1940)
- 3 aprilie: Iulius Iancu, 93 ani, scriitor evreu de limba română (n. 1920)
- 4 aprilie: Francisc Baranyai, 89 ani, pictor român de etnie maghiară (n. 1923)
- 4 aprilie: Roger Joseph Ebert, 70 ani, critic de film și scenarist american (n. 1942)
- 5 aprilie: George Anania, 71 ani, antologist, eseist și romancier român (n. 1941)
- 6 aprilie: Bigas Luna, 68 ani, regizor spaniol (n. 1946)
- 8 aprilie: Sara Montiel (n. María Antonia Abad Fernández), 85 ani, cântăreață și actriță spaniolă (n. 1928)
- 8 aprilie: Margaret Thatcher (n. Margaret Hilda Roberts), 87 ani, politiciană britanică, prim-ministru al Regatului Unit (1979-1990), (n. 1925)
- 10 aprilie: Robert Geoffrey Edwards, 87 ani, fiziolog britanic, laureat al Premiului Nobel (2010), (n. 1925)
- 11 aprilie: Hilary Koprowski, 96 ani, imunolog polonez de etnie evreiască (n. 1916)
- 11 aprilie: Jonathan Winters (Jonathan Harshman Winters III), 87 ani, actor american (n. 1925)
- 13 aprilie: Mircea Petrescu-Dâmbovița, 97 ani, istoric român (n. 1915)
- 14 aprilie: Stanislav Hurenko, 76 ani, politician rus (n. 1936)
- 14 aprilie: Rentarō Mikuni, 90 ani, actor și regizor de film, japonez (n. 1923)
- 16 aprilie: Maria Lai, 93 ani, artistă italiană din Sardinia (n. 1919)
- 17 aprilie: Paul Dan Cristea, 72 ani, academician și profesor român (n. 1941)
- 17 aprilie: Gerino Gerini, 84 ani, pilot italian de Formula 1 (n. 1928)
- 17 aprilie: Paul Cristea, fizician român (n. 1941)
- 18 aprilie: Jon Åker, 86 ani, medic norvegian (n. 1927)
- 18 aprilie: Cordell Mosson (n. Cardell Mosson), 60 ani, cântăreț american (n. 1952)
- 19 aprilie: François Jacob, 92 ani, biolog francez de etnie evreiască, laureat al Premiului Nobel (1996), (n. 1920)
- 21 aprilie: Shakuntala Devi, 83 ani, astrolog indian, supranumit "calculatorul uman" (n. 1929)
- 23 aprilie: Shirley Abbott, 82 ani, om de afaceri, politician și ambasador american (n. 1934)
- 23 aprilie: Mohammad Omar, 52 ani, lider și fondator al talibanilor (1994-2013), (n. 1960)
- 25 aprilie: Johnny Lockwood, 92 ani, actor britanic de teatru (n.1920)
- 28 aprilie: Marcel Luca, 66 ani, scriitor român de literatură SF (n. 1946)
- 28 aprilie: Dan Stuparu, 61 ani, maestru român al artelor marțiale (n. 1951)